# Mac Collins
Michael Allen Collins, detto Mac (Jackson, 15 ottobre 1944 – Flovilla, 20 novembre 2018), è stato un politico statunitense, membro della Camera dei Rappresentanti per lo stato della Georgia dal 1993 al 2005.

## Biografia
Nato e cresciuto in Georgia, dopo il diploma Collins lavorò per l'azienda del padre, che produceva calcestruzzo. Sua madre Bessie fu la prima donna eletta nel consiglio comunale di Flovilla. Mac Collins prestò servizio nella Georgia Army National Guard dal 1964 al 1970.
Nel 1977 ottenne il suo primo incarico pubblico, venendo eletto nella commissione di contea di Butts. Fu eletto presidente e prestò servizio per due mandati, per poi lasciare il seggio nel 1980, cambiando partito: fino ad allora era infatti stato un democratico, da quel momento si affiliò invece al Partito Repubblicano. Si candidò infruttuosamente al Senato della Georgia per ben due volte, venendo infine eletto nel 1988 e portando a termine due mandati.
Nei primi anni novanta, i democratici operarono una riconfigurazione dei distretti congressuali con il fine di mettere in difficoltà il deputato Newt Gingrich, smantellando la circoscrizione da lui rappresentata. La zona in cui risiedeva Mac Collins venne inclusa nel terzo distretto congressuale, rappresentato dal democratico Richard Ray, in carica da cinque mandati: questo spinse Collins a candidarsi per il seggio e, dopo aver sconfitto Paul Broun nelle primarie repubblicane, riuscì a battere il deputato Ray con un margine di scarto di quasi dieci punti percentuali. Fu riconfermato dagli elettori per altri quattro mandati, poi una nuova riconfigurazione dei distretti lo pose a candidarsi nell'ottavo distretto nel 2002, venendo eletto anche in questa occasione. Durante la sua permanenza al Congresso, Collins si occupò prevalentemente di tassazione e politiche economiche.
Nel 2004, quando il senatore democratico Zell Miller annunciò la propria intenzione di non ricandidarsi per un nuovo mandato, Collins lasciò la Camera dei Rappresentanti e prese parte alle elezioni per il seggio senatoriale. Si classificò terzo nelle primarie repubblicane, alle spalle di Herman Cain e del vincitore Johnny Isakson, il quale sconfisse poi la democratica Denise Majette venendo eletto senatore.
Nel 2006 Collins tentò di rientrare alla Camera, candidandosi contro il democratico che lo aveva succeduto, Jim Marshall. La campagna elettorale fu molto combattuta e vide l'intervento dell'allora Presidente degli Stati Uniti George W. Bush, che si presentò ad un rally in favore di Collins. Ciononostante, Marshall vinse le elezioni con un margine ristretto, superando Collins per circa 1700 voti.
Mac Collins morì nel 2018 all'età di settantaquattro anni. Quattro anni più tardi, suo figlio Mike venne eletto deputato.